# Djalma Santos
Dejalma Pereira Dias dos Santos, meestal afgekort tot Djalma Santos (São Paulo, 27 februari 1929 – Uberaba, 23 juli 2013) was een Braziliaans oud-profvoetballer. Naast Franz Beckenbauer is hij de enige speler die bij drie WK's in het All-Star-Team gekozen werd. Hij geldt nog altijd als een van de beste verdedigers aller tijden. Zijn sportieve loopbaan duurde van 1947 tot 1971. Hij speelde in deze tijdsspanne meer dan 1000 wedstrijden en won talrijke titels. In totaal speelde hij tussen 1952 en 1968 98 wedstrijden voor het Braziliaanse voetbalteam, waaronder vier opeenvolgende wereldkampioenschappen tussen 1954 en 1966.

## Biografie
Santos begon zijn carrière bij Portuguesa, de vierde grootste club van zijn thuisstad. De club had in die tijd een van de sterkste elftallen uit de clubgeschiedenis, met spelers als Brandãozinho, Simão, Julinho Botelho, Ipojucan en Pinga. In 1952 en 1955 won hij met de club het Torneio Rio-São Paulo. Na elf jaar maakte hij de overstap naar Palmeiras, waarvoor hij negen jaar zou spelen. Met die club won hij drie keer het Campeonato Paulista, één keer het Torneio Rio-São Paulo en werd hij drie keer landskampioen. Hij beëindigde zijn carrière bij Atlético Paranaense uit Curitiba, waarmee hij in 1970 nog het Campeonato Paranaense won.

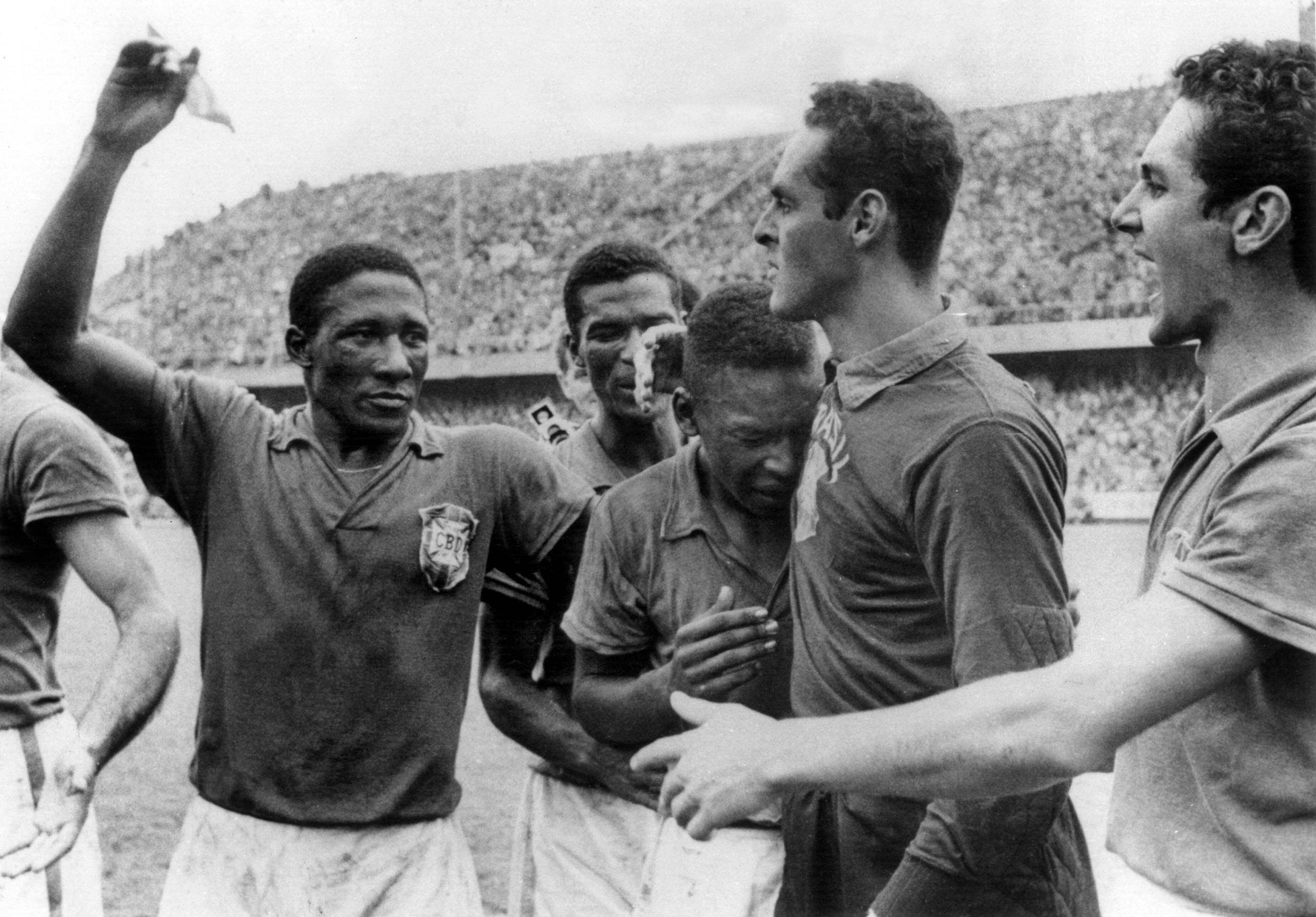
Djalma Santos (l.) met Pelé en Gilmar na het winnen van het WK in 1958

Zijn debuutwedstrijd voor het nationale elftal speelde hij tegen Peru op 10 april 1952 aan de zijde van onder meer Ademir, Didi en Nílton Santos. De wedstrijd, die op 0-0 eindigde, was voor het Pan-Amerikaans voetbalkampioenschap, dat Brazilië zou winnen.
Twee jaar later zat hij in de selectie voor het WK 1954. Hij scoorde in de kwartfinale tegen Hongarije vanop de stip de 2-1 aansluitingstreffer. In de tweede helft zou de wedstrijd erg gewelddadig escaleren, en na de nederlaag vielen de Brazilianen de Hongaren zelfs aan in de kleedkamer. De wedstrijd ging de geschiedenis in als de Slag van Bern.
Op het WK 1958 moest hij tot in de finale wachten voordat hij zijn eerste wedstrijd kon spelen. Hij zorgde ervoor dat de Zweedse linksbuiten Lennart Skoglund geneutraliseerd werd, en Brazilië won met 5-2. Vier jaar later blesseerde sterspeler Pelé zich in de groepsfase, waardoor Brazilië het moest hebben van defensief voetbal in plaats van offensief. Naast Garrincha en Pelé’s vervanger Amarildo was Djalma Santos een van de sterkhouders van het elftal, dat de wereldtitel kon verlengen.
Ook op het WK 1966 in Engeland was hij van de partij. Het avontuur eindigde echter al in de groepsfase.
In 1968 speelde hij zijn laatste interland in de 2-0 overwinning tegen Uruguay. Tot 3 juli 1998 was hij met 98 wedstrijden de speler met het meeste aantal wedstrijden voor de Seleção. 	
Na zijn actieve tijd werd hij trainer van Panama. Later werd hij coach van de Braziliaanse voetbalclub EC Bahia, en midden jaren tachtig werkte hij in Koeweit. Later gaf hij les aan een voetbalschool in de Braziliaanse deelstaat Minas Gerais.
Vanaf 1 juli 2013 had de 84-jarige Santos een longontsteking, waaraan hij drie weken later overleed.

## Erelijst
- Braziliaans nationaal voetbalteam
  - Pan-Amerikaans kampioenschap: 1952
  - Taça Oswaldo Cruz: 1955, 1956, 1962
  - Taça do Atlântico: 1956, 1960
  - Copa Roca: 1957, 1960, 1963
  - World Cup: 1958, 1962
  - Taça Bernardo O'Higgins: 1959
- Associação Portuguesa de Desportos
  - Torneio Rio-São Paulo: 1952, 1955
- Sociedade Esportiva Palmeiras
  - Campeonato Paulista: 1959, 1963, 1966
  - Taça Brasil: 1960, 1967
  - Torneio Rio-São Paulo: 1965
  - Torneio Roberto Gomes Pedrosa: 1967
- Clube Atlético Paranaense
  - Campeonato Paranaense: 1970